# Les Boréades
Les Boréades is een opera in vijf akten van Jean-Philippe Rameau uit 1763. Het was Rameau's laatste opera, geschreven een jaar voor zijn overlijden. De muziek zou pas 201 jaar later voor het eerst  worden uitgevoerd, onvolledig, en nog eens 10 jaar later pas in zijn geheel. Als opera-voorstelling duurde het nog langer; de première was in 1982.

## Geschiedenis
De geschiedenis van de laatste opera van Rameau is omgeven met mysterie. Zo zou het libretto van Louis de Cahusac zijn, met wie Rameau al vaak had samengewerkt, maar zekerheid is hierover niet. Het is bekend dat de opera afgewerkt en goedgekeurd was in 1763, en dat de repetities al begonnen waren, toen het plotseling werd vervangen door een opera van een andere componist. Over het waarom hiervan kan alleen gespeculeerd worden: mogelijk was het verhaal te revolutionair; en mogelijk was er geldgebrek en speelden het laat gereed komen van de orchestratie en het moeizaam vinden van acteurs ook een rol.

## Synopsis
Koningin Alphise is door een oude wet verplicht om te trouwen met iemand uit de familie Boread. Maar ze is verliefd op een buitenstaander, Abaris. De god van de Noordenwind, Boreas, is boos dat Alphise ongehoorzaam is, en waarschuwt met een frisse herfststorm. Abaris krijgt daarna een magische pijl van Cupido.  Alphise treedt af als koningin om zo te ontkomen aan de wet en met Abaris te kunnen trouwen. Maar de Boreades accepteren dat niet; ze zijn woedend. Tijdens de bruiloft breekt een verschrikkelijke sneeuwstorm los, die het land verwoest, iedereen bevriest, en Alphise "ontvoert" naar het land der Boreades. Abaris kan met de magische pijl de mensen weer ontvriezen, en weet met hulp van Apollo en Cupido ook in het land der Boreades te komen. Boreas stelt Alphise voor de keuze: trouw met een van mijn zonen, of leef in eeuwige slavernij. Als Abaris tussenbeide wil komen vallen de noordenwinden hem aan, maar door zijn magische pijl worden ze tegengehouden. Daarop daalt Apollo omlaag uit de hemel, en verklaart dat Abaris via zijn moeder toch familie is van Boreas. Hierdoor heeft die ook geen bezwaar meer, en kunnen Alphise en Abaris toch trouwen.

## Recensie
In Stretto wordt Les Boréades geloofd als zijnde een prachtige opera. De melodische vindingen zijn volgens het magazine uitzonderlijk, en het drama is krachtig. Het was Rameau's muzikale testament, "een opeenvolging van ontketende elementen, gepassioneerde duetten en hartverscheurende klachten".